# François Lake
François Lake est une municipalité située dans la province de la Colombie-Britannique, dans l'Intérieur.